# Чемпионат Европы по спортивной гимнастике 2014 (женщины)
30-й Чемпионат Европы по спортивной гимнастике среди женщин прошёл с 12 по 18 мая 2014 года на арене «Армеец» в Софии (Болгария).

## Расписание
Расписание соревнований, время летнее восточноевропейское (EEST = UTC + 03:00).
Среда, 14 мая 2014
10:00—19:30 — Юниоры, командное первенство и квалификация для личного многоборья и финалов в отдельных видах многоборья
Четверг, 15 мая 2014
10:00—19:30 — Взрослые, квалификация
Пятница, 16 мая 2014
15:00—17:00 — Юниоры, финал личного многоборья
Суббота, 17 мая 2014
15:00—16:40 — Взрослые, финал командного первенства
Воскресенье, 18 мая 2014
09:30—11:50 — Юниоры, финалы в отдельных видах многоборья
14:00—16:20 — Взрослые, финалы в отдельных видах многоборья

## Призёры
| Дисциплина            | Золото                                                                                                | Серебро                                                                                        | Бронза                                                                                          |
| --------------------- | --- | ---------------------------------------------------------------------------------------------- | ----------------------------------------------------------------------------------------------- |
| Взрослые              | |                                                                                                |                                                                                                 |
| Командное первенство  | Румыния · Лариса Йордаке · Диана Булимар · Андрея Мунтяну · Штефания Стэнилэ · Сильвия Зарзу          | Великобритания · Ребекка Дауни · Руби Харролд · Клодия Фрагапане · Ребекка Танни · Ханна Уилан | Россия · Мария Харенкова · Алия Мустафина · Дарья Спиридонова · Алла Сосницкая · Анна Родионова |
| Опорный прыжок        | Джулия Штайнгрубер                                                                                    | Анна Павлова                                                                                   | Лариса Йордаке                                                                                  |
| Разновысокие брусья   | Ребекка Дауни                                                                                         | Алия Мустафина                                                                                 | Дарья Спиридонова                                                                               |
| Бревно                | Мария Харенкова                                                                                       | Лариса Йордаке                                                                                 | Алия Мустафина                                                                                  |
| Вольные упражнения    | Ванесса Феррари Лариса Йордаке                                                                        | не присуждалась                                                                                | Джулия Штайнгрубер                                                                              |
| Юниорки               | |                                                                                                |                                                                                                 |
| Командное первенство  | Россия · Ангелина Мельникова · Седа Тутхалян · Мария Бондарева · Анастасия Дмитриева · Дарья Скрыпник | Великобритания · Элли Дауни · Кэтрин Лайонс · Райэннон Джонс · Эми Тинклер · Тил Гриндл        | Румыния · Лаура Журка · Андрея Иридон · Ана Бутук · Андра Стойка · Андрея Чуруснюк              |
| Абсолютное первенство | Ангелина Мельникова                                                                                   | Лаура Журка                                                                                    | Элли Дауни                                                                                      |
| Опорный прыжок        | Элли Дауни                                                                                            | Лаура Журка                                                                                    | Эми Тинклер                                                                                     |
| Разновысокие брусья   | Дарья Скрыпник                                                                                        | Ангелина Мельникова                                                                            | Майке Эндерле                                                                                   |
| Бревно                | Ангелина Мельникова                                                                                   | Андрея Иридон                                                                                  | Табеа Альт                                                                                      |
| Вольные упражнения    | Кэтрин Лайонс                                                                                         | Эми Тинклер Андрея Иридон                                                                      | не присуждалась                                                                                 |